# La Granada de Río-Tinto
La Granada de Río-Tinto – gmina w Hiszpanii, w prowincji Huelva, w Andaluzji, o powierzchni 44,7 km². W 2011 roku gmina liczyła 239 mieszkańców.